# 로즈메리 클루니

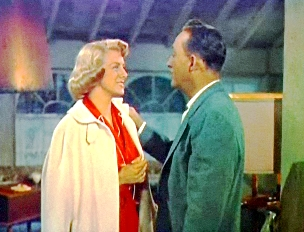
로즈메리 클루니와 빙 크로스비.

로즈메리 클루니(Rosemary Clooney, 1928년 5월 23일~2002년 6월 29일)는 미국의 가수 겸 영화배우이다. 켄터키주의 메이스빌에서 태어났다. 누이동생인 베티와 한 팀을 만들어 클루니 시스터즈로 활약하였다 후에 독립하여, 1951년에는 《우리 집에 오세요》로 밀리언 히트, 이어 《보차 미》, 《디스 올 하우스》 등 여성이면서도 정력적인 창법으로 인기를 차지하였다. 또한 《즐거운 나의 집》, 《화이트 크리스마스》 등의 영화에도 출연하였다. 빙 크로스비와 콤비가 되어 부른 노래 《즐거운 음악여행》, 《서부개척사》 및 페레스 프라드 악단과 공연한 《캔슬러》 등의 음반이 있다.
2002년 6월 29일 베벌리힐스의 자택에서 74세를 일기로 숨졌다.

## 출연 작품
- 모먼츠 투 리멤버: 마이 뮤직(2006)
- 밥 호프: 헐리우즈 브라이티스트 스타(1996)
- 방송국 사고 파티(1994)
- ER(1994)
- 레드 가터스(1954)
- 딥 인 마이 하트(1954)
- 화이트 크리스마스(1954)
- 히어 컴 더 걸스(1953)

## 참고 문헌
- 이 문서에는 다음커뮤니케이션(현 카카오)에서 GFDL 또는 CC-SA 라이선스로 배포한 글로벌 세계대백과사전의 내용을 기초로 작성된 글이 포함되어 있습니다.